# Nikolaï Valentinov
Nikolaï Valentinov (en russe : Николай Валентинов), de son vrai nom Nikolaï Vladislavovitch Volski (Вольский) (1879-1964), fut un journaliste et écrivain russe, un témoin privilégié de la révolution russe et un analyste critique de la politique économique soviétique.

## Biographie
Né en 1879 dans une famille d’origine lituanienne à Morchansk, dans le gouvernement de Tambov, à 370 km au sud-est de Moscou, il est étudiant à l'Institut de technologie de Saint-Pétersbourg quand il décide de rejoindre les mouvements révolutionnaires, très actifs à cette époque dans les universités. Arrêté, il est exilé à Oufa, dans le Bachkortostan, en 1898. À sa libération, bien que placé sous surveillance policière, il s'engage dans la propagande révolutionnaire, ce qui le brouille avec ses parents.
De retour en 1900, il s'inscrit à l'Institut polytechnique de Kiev, où il rencontre sa future épouse, Valentina (dont le prénom lui servira à former son pseudonyme le plus connu). Il se plonge alors dans la lecture de Marx (Le Capital) et de Lénine (Que faire ?) et se mêle aux révoltes étudiantes. Il se fait notamment remarquer pour son intrépidité, qui lui vaudra une sérieuse blessure à la tête lors d’une manifestation en février 1902, où il sera laissé pour mort. Durant cette période, il est arrêté trois fois pour activités révolutionnaires.
À peine sorti de prison, en 1903, il s'enfuit à Genève pour rencontrer Lénine, aux côtés duquel il passe plusieurs mois, ce qui constitue la matière de son livre Mes rencontres avec Lénine. Il adhère alors au Parti ouvrier social-démocrate de Russie animé par les bolcheviks. Mais les discussions entre Lénine et Valentinov s’enveniment à la suite de désaccords politiques et philosophiques. Valentinov s'attache notamment à concilier les principes du marxisme « classique » et les idées métaphysiques de Mach et d'Avenarius, ce qui est inconcevable pour Lénine.
Après avoir regagné clandestinement la Russie en 1905, il rompt avec Lénine et les bolchéviques et décide de rejoindre les Mencheviks. Il se consacre alors essentiellement au journalisme, collaborant notamment aux quotidiens Rousskoïé Slovo (La Parole russe) et Kievskaïa Mysl (La Pensée de Kiev), dont Trotsky était correspondant de guerre. Il publie aussi divers ouvrages, parmi lesquels Les conceptions philosophiques du marxisme, en 1908, qui réfute le matérialisme dialectique tel que l'expose Lénine dans Matérialisme et empiriocriticisme. Valentinov participe activement à la controverse philosophique entre les « réalistes » et les « idéalistes », critiquant vigoureusement les pensées « idéalistes » de Pierre Struve, Sergueï Boulgakov et d'autres. En raison de son activité clandestine, ses écrits sont alors publiés sous différents pseudonymes.
En 1917, il démissionne du parti menchévik et accepte un poste au Conseil suprême de l'économie nationale d'URSS, où il lance le journal Torgovo-Promychlennaïa Gazeta (la Gazette du commerce et de l'industrie). Valentinov est considéré comme un des artisans, sinon un des analystes les plus passionnés de la Nouvelle politique économique (NEP) en 1921.
À la mort de Lénine, en 1924, il s'inquiète de l'ascension de Staline et de ses manœuvres pour éliminer ses ennemis. Déçu des projets d'abandon de la NEP et inquiet pour sa sécurité, il décide alors de s'exiler à Paris, en 1928, et s'y consacre à la rédaction de livres et d'articles pour différents journaux de l’émigration (Poslednie Novosti, Novaja Rossija, Sovremennye Zapiski), le plus souvent sous le pseudonyme de E. Jur’evskij (ou Yurevsky). Il maintient aussi une correspondance suivie avec ses camarades de lutte et en particulier parmi les menchéviks. Des chercheurs européens et américains sollicitent fréquemment son témoignage sur l'histoire du communisme et de la révolution russe.
En 1953, il publie Mes rencontres avec Lénine, un témoignage sur la personnalité de Lénine considéré comme une référence par les uns et qualifié de « prétentieux » par les autres, puis rédige en 1954 Deux ans avec les symbolistes. En 1956, il se consacre à une étude sur la NEP, qui est éditée en 1971 et deviendra une source privilégiée pour les historiens de l’économie soviétique. Son livre consacré aux Premières années de Lénine paraît en 1969.
Installé au Plessis-Robinson, en banlieue parisienne, il meurt le 26 août 1964.

## Citations
- À propos de Mes rencontres avec Lénine : « Rien n’aide autant à comprendre Lénine, son rôle politique, son destin historique, son empreinte ineffaçable sur le devenir de la Russie et du monde » (Boris Souvarine).
- « M. Valentinov n'a rien compris à la relation véritable entre l'idéalisme philosophique et la "disparition de la matière" » (Lénine, Matérialisme et empiriocriticisme).
- « La démocratie soviétique n’est pas du tout en contradiction avec le commandement d’un seul homme et la dictature. Du point de vue de l’idée soviétique, le pouvoir personnel et l’attribution des pleins pouvoirs dictatoriaux à une personne, sont une nécessité » (Lénine, cité par Nicolas Valentinov dans Mes rencontres avec Lénine).